# Hsziang (folyó)
A Hsziang (Xiang)-folyó (Xiangjiang) (kínai:湘江, 湘水 vagy 湘|pinjin: Xiāng Jiāng,  Xiāng Shǔi) egy Kína déli részén fekvő folyó.
A Linguj megyei (Lingui megyei) Hajjang hegyből (Haiyang hegy) (海陽山) eredő folyó Hunan tartomány legnagyobb folyója, és a Jangce egyik legnagyobb mellékfolyója. 856 km hosszú, melyből 670 km Honanban folyik.

## Nagyobb városok a folyó mentén
- Hengjang (Hengyang)
- Csucsou (Zhuzhou)
- Hsziangtan (Xiangtan)
- Csangsa (Changsha)